# Portlandia harrisii
Portlandia harrisii är en måreväxtart som beskrevs av Nathaniel Lord Britton. Portlandia harrisii ingår i släktet Portlandia och familjen måreväxter. IUCN kategoriserar arten globalt som sårbar.
Artens utbredningsområde är Jamaica. Inga underarter finns listade i Catalogue of Life.